# Экономика Тямпы

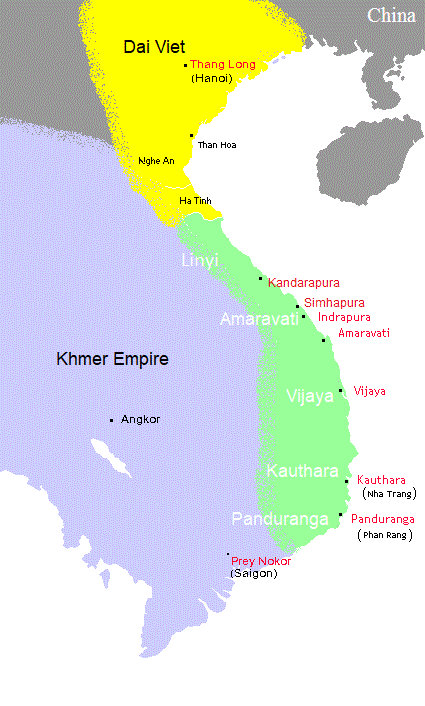
Тямпа (обозначена зелёным) в начале XII века. Жёлтым цветом выделен Дайвьет, синим — Кхмерская империя

Экономика Тямпы базировалась на сельском хозяйстве и морской торговле. Более мягкий, чем в Дайвьете, климат благоприятствовал высоким урожаям, но в стране имелся дефицит удобных в использовании земель, из-за чего рисоводство ориентировалось сугубо на внутренний рынок. Кроме того, существенное значение имели добыча минеральных ресурсов, заготовка древесины и охота на экзотических животных. Древние тямы, как и другие австронезийские народы, были преимущественно мореплавателями, торговцами и пиратами. Они жили в изолированных приморских долинах, что весьма затрудняло их объединение. Денежной системы в Тямпе не было, поэтому товарообмен и сбор налогов осуществлялись в натуральном виде.
Основными источниками сведений об экономике Тямпы являются археологические находки и многочисленные надписи, однако в тямской эпиграфике содержится крайне мало социально-экономических данных. Большие средства из казны шли на храмовое строительство, военные походы, а также на выплату дани кхмерам и вьетам в случае поражений. В то же время, после удачных походов против соседей казна Тямпы пополнялась богатой добычей, а царские земли — многочисленными рабами.
Со сменой правящих династий менялись и столицы Тямпы, на обустройство которых также тратились большие средства. Наиболее известными царскими резиденциями были Симхапура (нынешний городок Чакиеу в провинции Куангнам), Индрапура (нынешний городок Донгзыонг возле Дананга), Виджайя (окрестности современного города Куинён) и Каутхара (окрестности современного города Нячанг), располагавшиеся в устьях рек. Таким образом, переход гегемонии от элиты одной приморской области к другой сопровождался сменой столичного региона. По своему социально-экономическому укладу тямские прибрежные царства больше походили на малайские морские державы, чем на соседние равнинные рисоводческие государства кхмеров и вьетов.
Тямская идеология базировалась на том, что успешный правитель обязан обеспечить достаток своим подданным и безопасность полученных плодов благосостояния. С потерей экономического процветания и неспособностью властей обеспечить ожидаемый доход у населения традиционно возникали претензии как к пышному царскому церемониалу, так и к самому правителю, а это влекло за собой возрождение сепаратизма, усиление центробежных тенденций и региональной автономии отдельных царств. В то время как правители крупных рисоводческих государств Юго-Восточной Азии базировали свой суверенитет на доходах, получаемых с относительно стабильного сельского хозяйства, тямские цари не рассчитывали на то, что сельскохозяйственные излишки смогут обеспечить их политические амбиции. В периоды истории, когда доходы от других сфер деятельности падали, цари Тямпы снаряжали военные экспедиции, целями которых были разграбление соседских государств и захват пленников, превращаемых в рабов.     

## География
Древние тямы проживали вдоль морского побережья современных провинций Куангбинь, Куангчи, Тхыатхьен-Хюэ, Куангнам, Куангнгай, Биньдинь, Фуйен, Кханьхоа, Ниньтхуан и Биньтхуан. Каждый участок побережья был закреплён за отдельным тямским кланом или объединением семей. Для тямов была очень важна привязанность к родовым землям, но в то же время они были открытыми, коммуникабельными и восприимчивыми к внешним влияниям. Гибкость территориального устройства Тямпы не позволяла установить централизованную власть имперского типа. Территориальное деление тямских земель было неустойчивым, царства Тямпы как воевали между собой, так и отражали вторжения вьетов с севера и кхмеров с юго-запада.
Как представители приморского экономического уклада, тямские цари контролировали только свои родовые земли. Их власть была сконцентрирована в устьях рек, где обычно располагались царские резиденции. Вне столичного региона полномочия царя во многом зависели от его способности построить союзные отношения с местными вождями, которые контролировали внутренние районы верховий рек и предгорных плато. Кроме того, на статус царя влияли его отношения с правителями соседних приморских областей.
Вдоль прибрежных долин Тямпы тянулся горный хребет Чыонгшон, поэтому между морем и горами оставалось мало пригодных для обработки земель. Перевал Хайван («перевал туч») служил границей между землями тямов и вьетов, связывая Индрапуру с Тханглонгом. Севернее перевала, на территории между нынешними провинциями Тханьхоа и Тхыатхьен-Хюэ, некогда имелись следы тямской цивилизации, но эти земли были завоёваны вьетами в первую очередь. На юг от перевала Хайван до дельты Меконга (от нынешнего Дананга до южных районов провинции Биньтхуан) тянулись исконно тямские земли, делившиеся на пять царств — Индрапура, Амаравати, Виджайя, Каутхара и Пандуранга.
Индрапура включала территорию современных Тхыатхьен-Хюэ и Дананга, Амаравати — территорию Куангнама и Куангнгая, Виджайя — территорию Биньдиня и Фуйена, Каутхара — территорию Кханьхоа, Пандуранга — территорию Ниньтхуана и Биньтхуана. Перпендикулярно хребту Чыонгшон расположены горные отроги, доходящие до самого моря. Они образуют отвесные мысы и расчленяют узкий приморский коридор на небольшие замкнутые долины, в которых и происходило становление тямского этноса.
Несмотря на периодические переходы власти от одной приморской области к другой, неизменным оставался статус Мишона — религиозного центра Тямпы, расположенного в долине реки Тхубон (западнее крупного порта Хойан и недалеко от Чакиеу). В Мишоне проводились важнейшие царские церемонии, что способствовало религиозному и культурному сближению разрозненного населения Тямпы, появлению общих ценностей и социальной интеграции жителей изолированных долин. Таким образом, хотя тямское общество было слабо связано институционально, оно имело высокий уровень духовной консолидации, которая обеспечивала основу функционирования государства. 

## Природные ресурсы
Как народ, живший преимущественно на приморских равнинах, тямы мало осваивали леса и плоскогорья (лишь обменивали продукты и животных у лесных и горных племён). Ценной породой древесины у тямов считалось алойное дерево (каламбак), а эбеновое и лаковое дерево они использовали как дрова. Каламбак рос на особой горе под присмотром властей, и за его вырубку простолюдинам отсекали кисти рук. Также в Тямпе использовались или культивировались сандаловое, камфорное и гвоздичное дерево. В Тямпе было развито морское и речное рыболовство, а также охота на экзотических животных (в составе даров, которые тямские цари отправляли в Китай, было много рогов носорога и слоновой кости). 
Согласно надписям, тямы добывали и перерабатывали местные руды золота, серебра, меди, олова и железа. Добыча золота велась в рудниках и речном песке, а золотые слитки являлись важнейшей статьёй тямского экспорта. В ходе золотодобычи тямы отводили реки, а затем промывали песок. Согласно источникам XVI — XVII веков тямские слитки золота весили 23—24 карата. Также в Тямпе добывались лазурит, амбра, алмазы, рубины, топазы, сапфиры, жемчуг и кораллы (все они фигурируют в перечне даров, отправлявшихся в Китай и Дайвьет).

## Сельское хозяйство

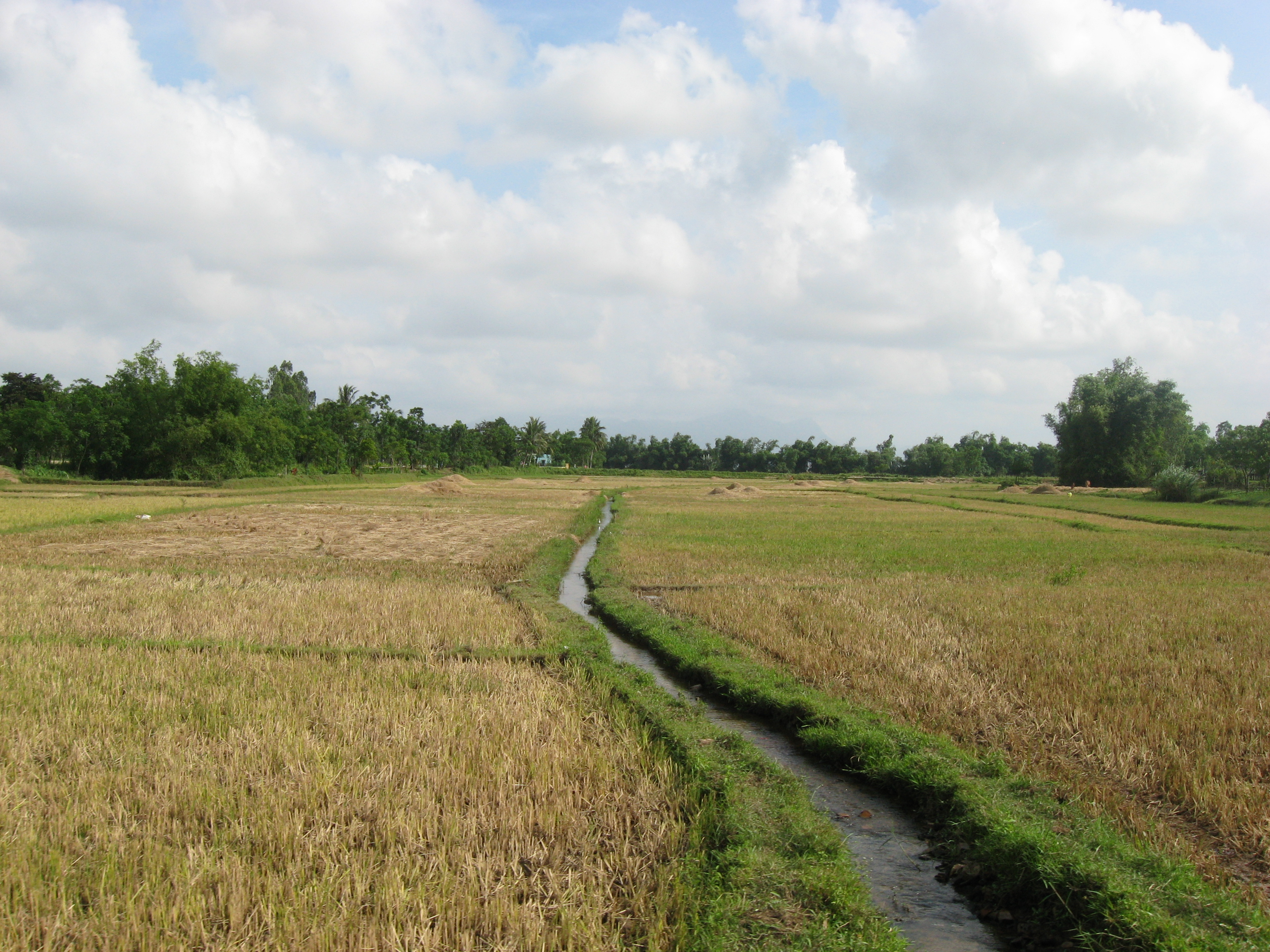
Типичный сельский пейзаж провинции Куангнам

В тямских надписях ничего не говорится о сельскохозяйственных работах, поэтому данные об этой отрасли экономики базируются на косвенных источниках: упоминаниях храмовых подношений и китайских хрониках. Рисоводство являлось основной отраслью сельского хозяйства Тямпы, а рис — основой рациона тямов. Из-за более тёплого климата урожай в Тямпе собирали раньше, чем в Дайвьете — в третьем и восьмом месяцах местного календаря. После сбора урожая рис молотили, просеивали, чистили и отбеливали.
Рисовые чеки в зависимости от урожайности (она измерялась в джаках, см. Система мер) делились на различные разряды. Такие чамские слова, как гума (земля), гума матик, гума малау, гума сатам и синджол, характеризовали разные категории заливных полей в зависимости от их местоположения и урожайности.
Крупные земельные владения существовали совершенно автономно, о чём свидетельствуют обильные приношения риса для храмов и монастырей. В надписях нет никаких указаний на обмен риса, каждая территория удовлетворяла потребности своего населения без сторонней помощи (нет данных ни об экспорте, ни об импорте зерновых). В китайских хрониках с удивлением отмечалось, что в Тямпе не выращивали ни пшеницу, ни ячмень, она была исключительно рисоводческой страной. Земли в узких долинах было мало, и она не отличалась высоким плодородием, поэтому большое значение в межсезонье играло садоводство (точного упоминания наименований плодовых культур в надписях не сохранилось).
На приморских низменностях и в речных долинах деревенские старосты тесно сотрудничали с главами соседних деревень. Экономическая координация между деревнями включала обслуживание общих каналов, дамб и дорог, обеспечение общинных хранилищ риса. Для обработки и ирригации заливных полей крестьяне использовали довольно прогрессивные для своей эпохи железные лемехи и большие водяные колёса, которые подавали воду из каналов в рисовые чеки. В каждой деревне существовал человек, отвечавший за исправность водных систем (он следил за состоянием каналов, дамб и колёс, а при необходимости собирал крестьян для их очистки или починки).
Тямпа славилась своим «плавающим рисом», который отличался быстрым («стодневным») ростом и мог быть выращен даже под пятиметровой толщей воды. Впрочем, среди китайских источников имеются разногласия о производительности сельского хозяйства Тямпы. В отличие от современников (Камбоджи, Бирмы, Явы и дельты Красной реки в северном Вьетнаме), во внутренних районах Тямпы преобладали экстенсивные способы ведения хозяйства, а отсутствие широкой равнины делало невозможным превращение страны в «рисовую житницу». Тямские деревни, занимавшие речные долины и террасированные склоны, на западе граничили с областями, населёнными горными племенами. Они практиковали подсечно-огневое земледелие, охоту и собирательство, а также активно обменивались продуктами и дарами леса с тямами.
Цари Тямпы не принимали непосредственного участия в управлении сельским хозяйством, ирригационными сетями и зернохранилищами, их главной задачей была защита подданных. Однако в надписях встречаются данные, что цари судили ответственных за содержание каналов, а по их велению строились новые хранилища риса для храмовых комплексов.

## Инфраструктура и коммуникации
Большинство доступных сведений о средствах передвижения в Тямпе являются непрямыми. Данные можно почерпнуть из описаний и изображений царских процессий или военных сражений. Они свидетельствуют, что тямские цари выезжали на слонах или, реже, на конях. В сельской местности преобладали вьючные повозки с двумя оглоблями, в которые запрягалось одно животное (главным образом азиатский буйвол). Вся упряжь пришла на территорию Тямпы из Китая: ярмо — в III веке, хомут — в X веке, шлея — в XII веке. Из многочисленных надписей и других источников ничего не известно о сухопутных дорогах и мостах Тямпы, а также о плате за пользование ими.
Морские порты Тямпы, служившие важными перевалочными пунктами на торговом пути из Китая в Индию, издавна упоминаются в различных источниках. Глубины в портах были небольшими, суда средних размеров находили укрытие в устьях многочисленных рек. Крупные порты существовали в устьях рек Тхубон (современный Хойан) и Куангнгай, в заливах Куинён (современный Куинён), Нячанг (современный Нячанг), Камрань (современный Камрань) и Фанранг (возле современного города Фанранг-Тхаптям). 
Лёгкие суда наподобие сампанов, вмещавшие около двадцати человек и двигавшиеся с помощью вёсел, ходили преимущественно по рекам и каналам. Большие парусные суда наподобие джонок использовались в открытом море и ходили на большие расстояния. О мощи тямского флота свидетельствует тот факт, что в 1177 году царь Тямпы на судах неожиданно поднялся по Меконгу и реке Сиемреап, после чего захватил кхмерскую столицу Яшодхарапуру (однако уже в 1181 году кхмеры нанесли тямскому флоту тяжёлое поражение). В XVI — XVII веках появились более круптотоннажные суда, начал развиваться нынешний порт Дананг, однако тямы к тому времени уже утратили репутацию первоклассных мореходов, а остановка у тямских берегов перестала быть необходимой, что привело к упадку старых якорных стоянок.
Современный вид бухты Нячанга
В Тямпе существовали разветвлённая сеть каналов и обширная ирригационная сеть, обслуживавшая рисовые поля, о чём свидетельствуют многочисленные археологические находки. В надписях на чамском языке каналы, наряду с дорогами и плантациями, упоминаются в качестве межи земельных участков (причём, как отмечают тексты, простые каналы отличались от «царских»).
Наряду с этим политический строй Тямпы, обходившийся без сильной центральной власти, и географические особенности страны предполагали обустройство территории на местном уровне, без масштабных гидротехнических сооружений. Недостаточно широкие долины, из которых состояла Тямпа, не позволяли развернуть крупномасштабные гидротехнические работы наподобие кхмерских бараев.
Густая сеть каналов позволяла перевозить людей и грузы между городами, которые находились на некотором удалении от морского побережья. Из источников известно о существовании защищённого водного пути, который через сеть лагун, каналов и судоходных рек связывал между собой Куангчи и Хюэ. Ныне существующие руины крепостей свидетельствуют о том, что на каналах были шлюзы, которые помогали судам перемещаться от моря по реке. Однако в такой гористой местности водные пути не были особенно протяжёнными, хотя по рекам можно было попасть из Виджайи (Биньдинь) в горные области нынешней провинции Зялай, откуда купцы через перевалы следовали в Камбоджу и Лаос. 

### Судоходство между Тямпой и Дайвьетом
В XI веке уже существовал водный путь из дельты Красной реки до Тямпы. Лодки и суда вьетов следовали до провинции Ниньбинь, затем по каналам и рекам двигались через провинции Тханьхоа и Нгеан, достигая юга провинции Хатинь. Таким образом можно было избежать опасных бурь, часто бушующих у побережья залива Бакбо. С XIV века сообщение по каналам достигало уже территории нынешних провинций Куангбинь и Тхыатхьен-Хюэ.
Каналы, связывавшие север нынешнего Вьетнама с Тямпой, строились постепенно и служили как для военных, так и для торговых целей. Во время военного похода 982 года вьетский император Ле Дай Хань из-за плохих дорог был вынужден остановиться в провинции Тханьхоа, которая служила буфером между Дайковьетом и Тямпой. Чтобы избежать прибрежных штормов и тяжёлого пути по суше, император повелел прорыть вдоль берега судоходный канал, который позволил вьетской армии переправиться на юг.
В 1069 году император Ли Тхань Тонг выступил в поход против Тямпы, но его флот попал в сильный шторм. Тогда вьетские корабли прошли по каналу через Тханьхоа в Нгеан, и только в порту Намзёй (территория современной провинции Хатинь) вновь вернулись в Южно-Китайское море. Это свидетельствует о существовании в эпоху династии поздних Ли водного пути из Тханглонга в Хатинь, по которому суда, двигаясь речной долиной, миновали горную гряду. Таким образом, из Дайвьета в Тямпу было два морских пути: двигаясь первым, нужно было выйти в море в устье Красной реки и следовать вдоль побережья до залива Хюэ, а второй путь пролегал по рекам и каналам из столицы до южной границы Хатиня.

## Торговля
Тямы, обитавшие в тесных приморских долинах, были в большей степени торговым, чем земледельческим народом. Их раздробленность объясняется плохим сухопутным сообщением между изолированными долинами, нередко связанными между собой лишь каботажным судоходством. Однако тямы были очень открытым этносом и поддерживали оживлённые торговые и культурные сношения с восточными соседями, населявшими нынешние Лаос, Камбоджу и Таиланд. Их торговые караваны, пересекавшие горные перевалы, на западе достигали земель монов, а подавляющее большинство экспортных товаров прибывало в порты Тямпы из гористых районов региона Аттапы (современный южный Лаос). Кроме того, наряду с древними малайцами, тямы считались в Юго-Восточной Азии превосходными мореплавателями и морскими купцами.
Тямпа было государством, ориентированным на морскую торговлю, которая развивалась здесь с первых веков нашей эры. Как и на полуострове Малакка, в дельте Меконга были найдены римские монеты, что указывает на торговые связи между Индокитаем и Римской империей. К VIII веку относятся тесные культурные связи между Тямпой и Явой, которые сопровождались оживлённым торговым партнёрством (период VII — X веков историки искусства называют эпохой «индо-яванской архитектуры» в Тямпе). 
Воспользовавшись относительной стабильностью IX—X веков, тямские цари включили свои порты в морской Великий шёлковый путь и разбогатели на посреднической торговле. В этот период процветала морская торговля между империей Тан и Аббасидским халифатом, а порты и гавани Тямпы славились тем, что исправно снабжали пресной водой, провизией и снаряжением заходившие в них торговые суда. Часть тямов перевозила товары между Китаем и Индией (шёлк, пряности, слоновая кость и алоэ), часть промышляла пиратством в Южно-Китайском море. В XII—XIII веках основная торговля Китая с Тямпой шла через порты Фуцзяни (Цюаньчжоу) и Гуандуна (Гуанчжоу).
В период династии Мин (XIV—XV век) Тямпа входила в число шести-семи важнейших торговых партнёров Китая. Согласно китайским источникам, из-за высоких налогов порты Тямпы имели не слишком хорошую репутацию. Все корабли, заходившие в тямские гавани, должны были выгрузиться. Все грузы специальные чиновники записывали на пергаменте, после чего изымали пятую часть в пользу царской казны. Большая часть товаров, которыми торговали в портах Тямпы, была иноземного происхождения и не предназначалась для внутреннего рынка. Тямские купцы были скорее мореплавателями и посредниками, чем организаторами и финансистами товарооборота.

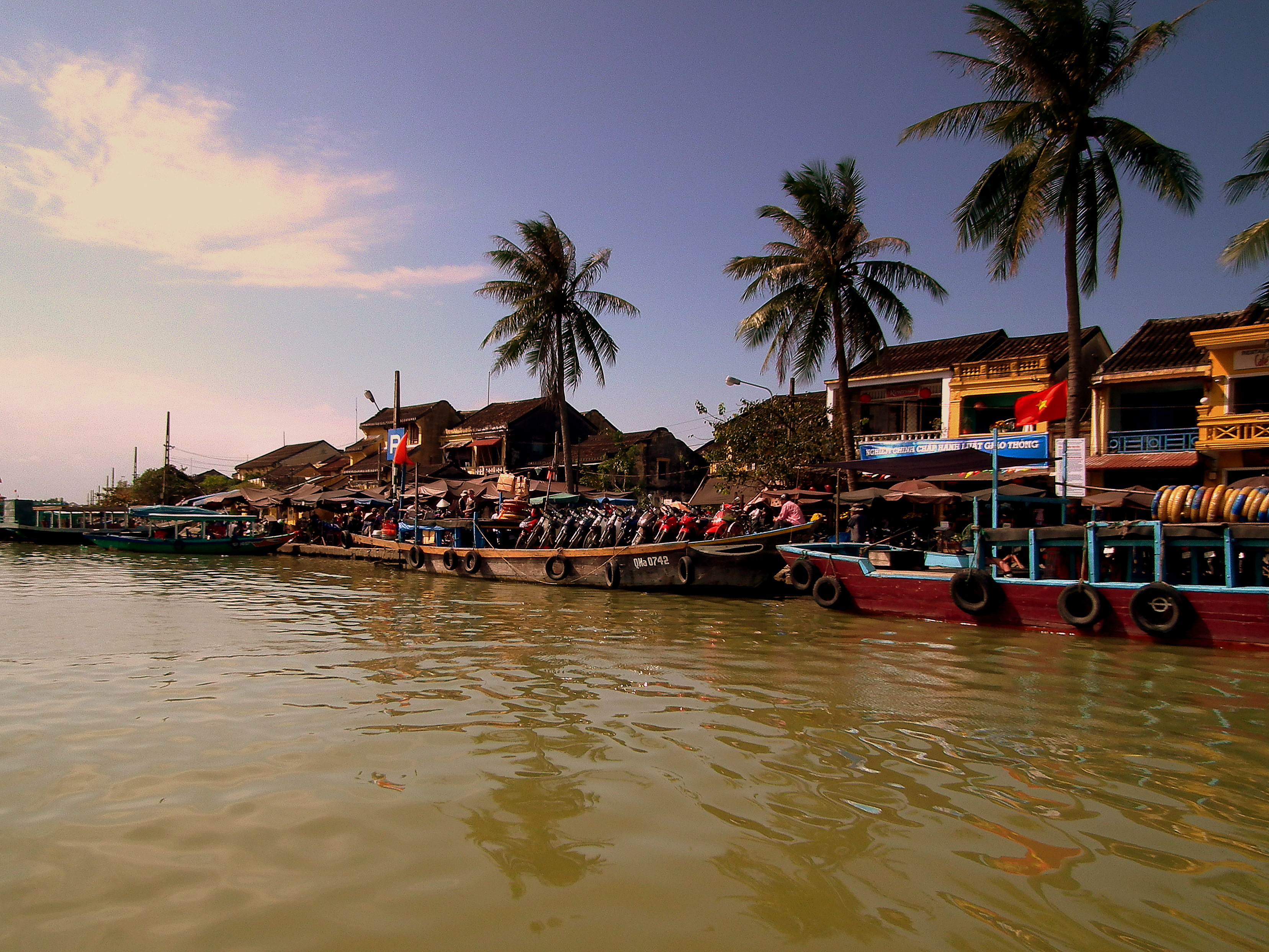
Река Тхубон в Хойане, где некогда располагался крупнейший порт Тямпы

Тямпа поддерживала дипломатические связи с соседними государствами и Китаем, а тямская дипломатия, в свою очередь, помогала развивать внешнюю меновую торговлю. Тямпа экспортировала в Китай и в меньшей степени в Дайвьет золотые слитки, рога носорога, слоновую кость, живых слонов, ценные сорта древесины (главным образом каламбак). Из Китая в Тямпу доставляли бархат, парчу, шёлк и фарфор, из Дайвьета — керамику, хлопчатобумажные ткани, лаковые изделия, бумагу из шелковицы, зонты и веера.
Китайские купцы, прибывавшие в Тямпу при попутном ветре, затем два месяца были вынуждены ожидать, пока муссон начнёт дуть в обратную сторону. Это способствовало тому, что в тямских портах появлялись особые кварталы, в которых жили китайские купцы и моряки, строились конторы китайских гильдий и землячеств, китайские склады, постоялые дворы и жилые дома. В X—XV веках крупнейшим перевалочным пунктом был порт в устье реки Тхубон — нынешний Хойан. В ожидании хорошей погоды и попутных ветров в этом порту постоянно находилось много иностранных моряков и торговцев. Со временем тоннаж судов становился больше, а устье реки заносило песком, и постепенно морская торговля перебазировалась в соседний Дананг.
Другим крупным центром международной торговли была южная Пандуранга, располагавшаяся на месте нынешнего города Фанранг-Тхаптям. Население Пандуранги обладало значительной автономией от политического контроля центральной Тямпы и нередко поднимало восстания против властей. Как и в Хойане, к порту Пандуранги примыкал специальный квартал, населённый иностранными торговцами и моряками. Наиболее тесные контакты Пандуранга поддерживала с портами дельты Меконга и Сиамского залива.
На связи Тямпы с государствами Ближнего и Среднего Востока указывает тот факт, что во время нападения армии Хубилая в 1282 году на вооружении войск тямского царя Индравармана V имелись пушки арабского и персидского происхождения. В начале XIV века тямский царь Джайа Синхаварман II женился на яванской принцессе Тапаси, а позже сестра тямского царя Дваравати вышла замуж за правителя Маджапахита. В 1435 году, по пути с Явы в Китай, Тямпу посетил венецианский купец и путешественник Никколо Конти.
Несмотря на многочисленные свидетельства оживлённых внешнеполитических контактов и того, что международная торговля вдоль побережья Тямпы могла быть важным источником доходов, царская казна не зависела от продажи местных продуктов на внешние рынки. Периодические войны и конфликты на торговом пути из Китая на Ближний Восток, а также лидирующие позиции малайских государств в ключевых для судоходства Малаккском и Зондском проливах делали международную торговлю для тямских царей нестабильным источником доходов. К тому же правители Тямпы непосредственно не контролировали внешнюю торговлю, а лишь получали с неё определённый доход.
В периоды, когда международная торговля шла на спад и жители приморских областей лишались средств к существованию, многие тямские моряки и рыбаки начинали промышлять пиратством. Нападениям подвергались не только проходящие мимо иностранные суда, но и соседние долины с расположенными там городами и храмами. Именно таким образом в начале IX века был разграблен храмовый комплекс По-Нагар в Нячанге. Китайские власти неоднократно призывали правителей Тямпы обуздать своё прибрежное население, однако, судя по частоте таких обращений, пиратские поселения лишь номинально находились под контролем царской власти. Со временем пиратство у побережья Тямпы получило широкую огласку среди мореходов, которые стали избегать этого района. Уменьшение числа заходов в тямские порты привело к тому, что сократились поступления в царскую казну.
Сокращение финансовых поступлений от международной торговли вынуждало царей Тямпы искать другие источники доходов. Нередко ими становились военные походы и грабительские набеги — первоначально на территории соседних царств, а позже и на земли более далёких соседей — кхмеров на западе и вьетов на севере. О периодических набегах и богатой добыче сообщают многочисленные тямские, вьетские и кхмерские источники. После успешных походов добыча делилась между участниками экспедиций — царскими воинами, союзниками и прибрежным населением, на судах которого перебрасывались войска. Пленных, превращённых в рабов, продавали во всех портах тямского побережья (в качестве рынков рабов порты Тямпы были широко известны в регионе и привлекали различных иностранных покупателей).
Военные походы имели и другое косвенное влияние на экономику Тямпы. Отличившихся воинов и военачальников цари награждали землями, что стимулировало развитие необработанных участков. Часть земель и добычи жертвовалась храмам, которые ещё более увеличивали свой земельный фонд, или шла на постройку новых святилищ. 
Во второй половине XV века вьеты расширили свою территорию, заняв северные районы Тямпы. Вследствие вьетского «марша на юг» в Тямпе появились новые торговые узлы, в которых происходил обмен китайскими, японскими, индийскими и европейскими товарами (в этот же период в тямских портах стало появляться всё больше и больше китайцев).

## Ремёсла

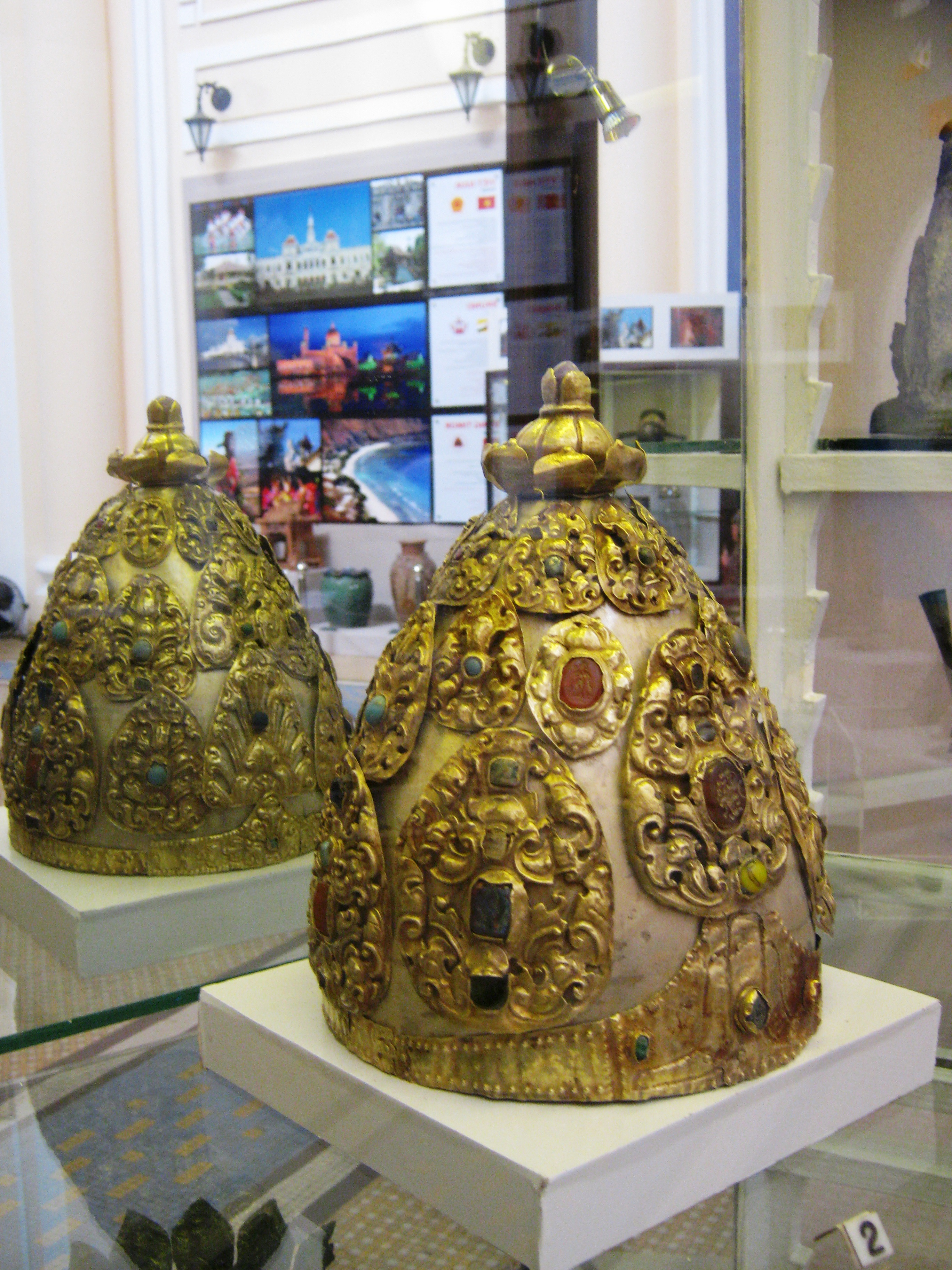
Золотые головные уборы тямских правителей. VII—VIII век

Судя по дошедшим до наших дней образцам тямского искусства, в стране имелись квалифицированные каменотёсы, скульпторы, резчики по дереву, ювелиры и другие ремесленники. Наличие в надписях упоминаний золотых, серебряных и латунных слитков свидетельствует о развитии обработки металлов и литейного дела. Слитки служили резервом драгоценных металлов (применялись для последующей обработки, либо для меновой торговли).
По заказам царей и придворных работали многочисленные ювелиры, золотых и серебряных дел мастера, чеканщики и гравировщики, которые изготовляли разнообразные украшения и культовые предметы, особенно сосуды из драгоценных металлов. Нет сведений о том, что эти предметы продавались за пределами Тямпы. Также тямы славились производством керамики, но древних образцов сохранилось очень мало (в основном это сосуды большого размера и погребальные урны, а также глазурованные блюдца и чашки из Биньдиня, фигурная черепица из Мишона, Нячанга и Хоалая). Некоторые формы металлических сосудов тямы повторяли и в керамике.
В различных кладах, найденных в Мишоне и Тиньми, учёные обнаружили много высококачественных изделий из золота и серебра, в том числе головные уборы, напоминающие митру, диадему и тиару, серёжки, ручные и ножные браслеты, нагрудные украшения в виде пекторали, кинжалы, скульптуру льва. Некоторые изделия из царских кладов были изготовлены из серебряного сплава, содержащего высокий процент олова и свинца. Среди образцов, найденных в Хойане, имелись прекрасные бронзовые кувшины, а в Южном Вьетнаме нередко встречались тямские металлические миски, украшенные изображениями нагов, драконов и других мифических существ из тямского пантеона.
Существует широко распространённая устная традиция о красоте тямских тканей, которые составляли значительную часть дани, выплачиваемой Китаю (императоры Поднебесной, в свою очередь, дарили эти ткани правителям соседних государств, именно таким образом тямские ткани попали в Японию в XV веке). В Камбодже расписной текстиль наподобие индонезийского батика был известен как «тямская ткань», но из источников неясно, была ли она шёлковой или хлопковой (среди цветов «тямской ткани» преобладали чёрный, жёлтый, красный и индиго). Значительного развития достигло в Тямпе искусство ткачества и вышивки золотой и серебряной нитью с жемчугом и драгоценными камнями. В тайнике, известном как «Сокровищница тямских царей», был обнаружен сампот (вид набедренной повязки), на изнанке которого чередуются широкие красные и зелёные полосы. Лицевая сторона сампота украшена рядами чёрно-белых на красном фоне рисунков по шёлку с тонкой отделкой золотом (на них изображены фантастические животные).
Кроме того, в Тямпе были найдены большие гладко отшлифованные планки из слоновой кости, которые ткачи крепили к полотнищам, что позволяло им работать с верхними или нижними рядами нитей по отдельности, прежде чем наложить их на основное полотно. У тямской аристократии встречались одеяния с золотистыми цветами на зелёном фоне, с широкой золотой оторочкой и блёстками на вороте; одежды, расшитые продолговатыми розетками в виде четырёхлистников и оформленные самоцветами; саронги, расшитые золотыми ромбами по белому, зелёному и коричневому шёлку с широкими красными полосами вверху и внизу. Особенно славилось своими шёлковыми набивными тканями с орнаментом в виде цветов или веток южное царство Пандуранга. Существование в Мишоне и других храмах ризалитов и подобных выступов может указывать на то, что тямы использовали различные навесы и, возможно, гобелены (в качестве фона для изображений — задника).
Некоторое развитие получила в Тямпе и декоративная живопись, о чём свидетельствуют найденные дверные косяки, покрытые чёрным и красным лаком. Их орнамент имеет определённое сходство с окружающим архитектурным оформлением, вырезанным в камне (симметричные спирали, стилизованные цветы и горизонтальные бордюры, составленные из треугольников). Другим образцом живописи являются иллюстрации к тямским астрологическим манускриптам, но они имеют невысокое качество и относятся к позднему периоду истории Тямпы. Предположительно, некоторая часть тямской живописи была уничтожена после принятия поздними тямами ислама.

## Налогообложение и государственные доходы
В тямских источниках нет сведений о царском казначействе, поэтому данных о расходовании царских денег не сохранилось. Также до наших дней дошло мало сведений о доходах и администрировании налогов. При отсутствии денежной системы налоги собирались натурой. Земельные участки были размежеваны согласно земельному кадастру, и с них собирался поземельный налог. Поля в зависимости от их урожайности делились на различные категории. Цари имели обширные личные владения (раджадварья).
Цари являлись крупнейшими землевладельцами Тямпы, они обеспечивали порядок в своих уделах, но не имели абсолютных прав на свои земли и не могли распоряжаться ими по своему усмотрению. Цари через доверенных лиц вели хозяйство на землях своей династии, а члены царского рода и придворные сановники зависели от доходов с этих земель. Поскольку денег не существовало, каждый придворный имел свою вотчину, с которой получал средства к существованию (часть урожая или выручка от торговли). Так как во многих текстах говорится о «родовых» землях, вероятно, что подаренные членам царского рода или чиновникам участки передавались по наследству.
Тямская эпиграфика выделяет термин кара для обозначения налогов вообще и акара — для натуральных податей. Согласно надписям известно, что в VII веке одна шестая часть урожая шла царю, который часть собранного передавал храмам или на иные нужды (в другие периоды тямской истории в пользу царской власти удерживалась десятая часть урожая). Кроме того, встречаются также данные об отдельном религиозном налоге, шедшем на храмовые нужды. Вероятно, налоговая система с годами менялась, но надписи не содержат никаких подробностей (так как большая их часть посвящена учреждению культовых сооружений и храмовым подношениям).
Данные о том, что царский налог нередко сокращался с шестой до десятой части урожая, а остающаяся разница передавалась в пользу храмов, может свидетельствовать о том, что в определённые исторические периоды царские чиновники были не в состоянии собрать налоги с подвластных территорий. Храмы, как учреждения с местными корнями и большим авторитетом, напротив, могли собрать причитающуюся им долю с производства в своём уделе (часто это были отдалённые или малозаселённые земли).

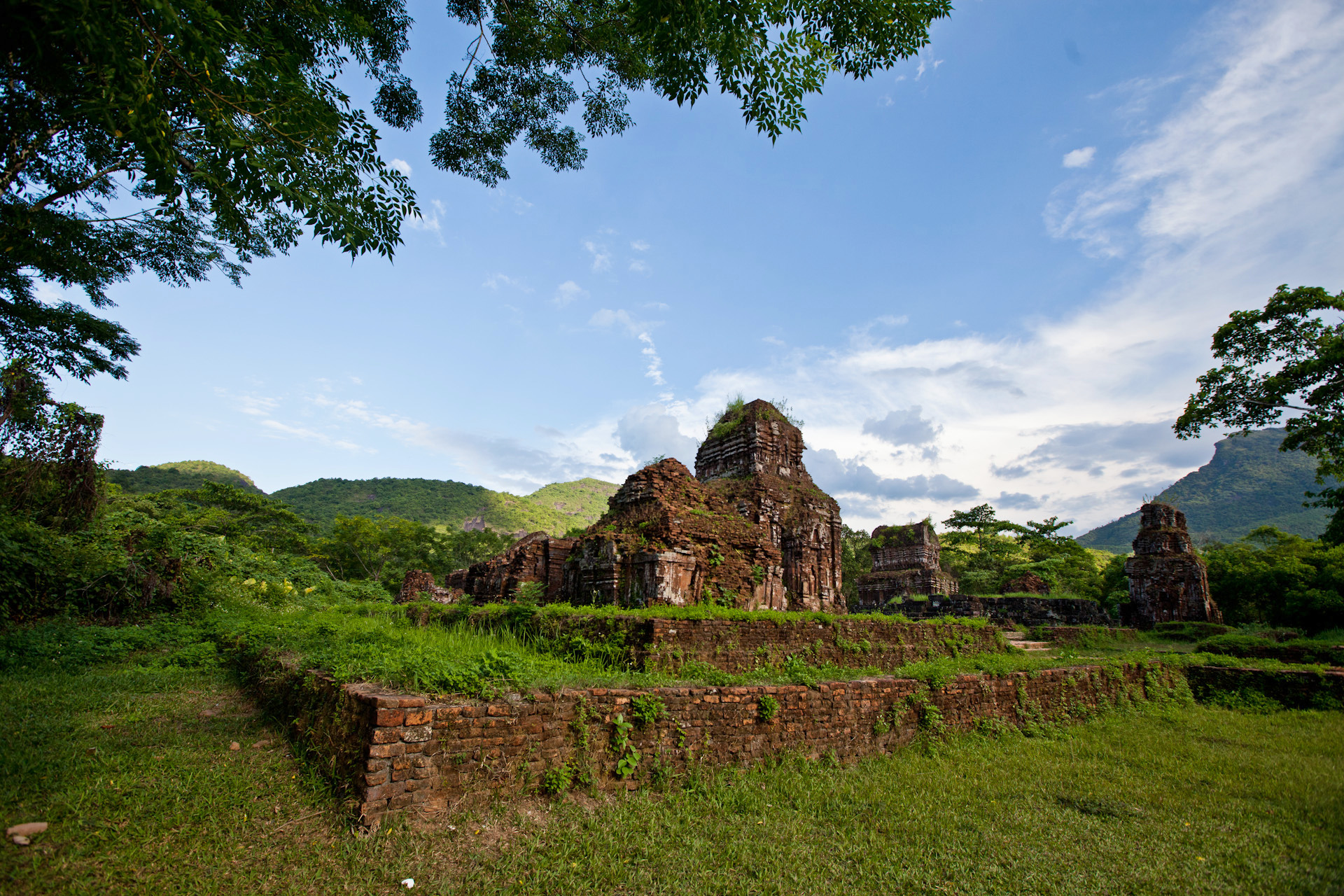
Мишон являлся крупнейшим храмовым комплексом Тямпы

Земельные дары храмам от царей и придворных сановников нередко освобождались от налогов и выводились из-под власти региональных начальников. Храмы и монастыри обладали определённой автономией от царских чиновников и благодаря частым пожертвованиям являлись крупными землевладельцами. Таким образом, со временем храмы приобретали всё возрастающее значение и превращались в могущественные центры, где концентрировались значительные экономические ресурсы. 
В самых древних тямских надписях налог трактовался как очевидное царское право. Царь являлся «хозяином земли» (это выражение на санскрите и по-чамски является синонимом слова «царь»), властителем и защитником территории, с которой он получал доход.
Согласно данным китайского дипломата Чжоу Дагуаня, который в конце XIII века посетил Камбоджу и Тямпу (его судно заходило в порт, расположенный на месте нынешнего города Куинён), налогом облагались также товары, выгружаемые с кораблей. Такие подати с импортных товаров составляли пятую часть царской казны.

## Система мер
В тямской системе мер применялась индийская терминология, но восходила она к разным системам различного происхождения (возможно, это была смесь индийских, малайских и местных мер). Поскольку у индийской системы мер имелись значительные региональные отличия, и неизвестно, с какой именно разновидностью связана тямская, поэтому детальный обзор мер, которые применялись в Тямпе, невозможен. Для тяжёлых предметов наибольшей единицей измерения была бхара, которая делилась на двадцать тул, а те, в свою очередь, делились на кара. Для лёгких предметов применялась единица тхиль (или тхей), равная примерно 37 граммам. Тхиль делился на драмы, равные примерно трём граммам (таким образом, в тхиле было около 12 драмов). При взвешивании золота и серебра использовалась ещё одна единица — каттика, которая делилась на паны. Некоторые источники ошибочно описывали этот термин как название монет, но вьетские и китайские тексты подтверждают, что монет в Тямпе не знали, все платежи производились натурой, а слитки из драгоценных металлов использовались исключительно как товар для обмена.
Для измерения площади и объёма применялись две различные системы. Иногда в надписях размеры рисовых полей приводятся по площади, но с использованием местной топографии (например, от реки такой-то до канала такого-то или от дороги такой-то до баньяна такого-то). Но чаще рисовые чеки измерялись по количеству зерна, необходимого для того, чтобы их засеять, то есть в мерах объёма. Рисовые посевы оценивались в джаках, равных семи мискам зерна (пять джаков составляли корзину риса).

### На русском языке
- История Востока / отв. ред. Л. Б. Алаев, К. З. Ашрафян). — М.: Восточная литература РАН, 2002. — Т. II: Восток в средние века. — ISBN 5-02-017711-3.
- Берзин Э. О. Юго-Восточная Азия: с древнейших времен до XIII века. — М.: Наука, 1995.
- История Вьетнама / отв. ред. С. А. Мхитарян. — М.: Наука, 1983.
- Швейер А.-В. Древний Вьетнам. — М.: Вече, 2014. — ISBN 978-5-9533-3838-7.

### На других языках
- Barker R., Herdt R. W., Rose B. The Rice Economy of Asia (Том 2) (англ.). — International Rice Research Institute, 1985. — ISBN 9780915707157.
- Glover I. Southeast Asia: From Prehistory to History (англ.). — Psychology Press, 2004. — ISBN 9780415297776.
- Emmanuel Guillon and Dawn F. Rooney. Champa (англ.). Oxford University Press. Дата обращения: 11 мая 2016.  (требуется подписка)
- Hall K. R. A History of Early Southeast Asia: Maritime Trade and Societal Development, 100–1500 (англ.). — Rowman & Littlefield Publishers, 2010. — ISBN 9780742567627.
- Hamashita T. China, East Asia and the Global Economy: Regional and Historical Perspectives (англ.). — Routledge, 2013. — ISBN 9781134040292.
- Hardy A. D., Cucarzi M., Zolese P. Champa and the Archaeology of Mỹ Sơn (Vietnam) (англ.). — Singapore: NUS Press, 2009. — ISBN 978-9971-69-451-7.
- Kumar R. Essays on Indian Economy (англ.). — Discovery Publishing House, 2010. — ISBN 9788171417001.
- Ooi K. G. Southeast Asia: A Historical Encyclopedia, from Angkor Wat to East Timor (англ.). — ABC-CLIO, 2004. — Vol. 1. — ISBN 9781576077702.
- Schottenhammer A. The Emporium of the World: Maritime Quanzhou, 1000—1400 (англ.). — BRILL, 2001. — ISBN 9789004117730.
- Tarling N. The Cambridge History of Southeast Asia (англ.). — Cambridge University Press, 1999. — ISBN 9780521663694.
- Walker H. D. East Asia: A New History (англ.). — AuthorHouse, 2012. — ISBN 9781477265178.